# Краутхаузен
Краутхаузен (нем. Krauthausen) — община в Германии, в земле Тюрингия. 
Входит в состав района Вартбург. Подчиняется управлению Кройцбург.  Население составляет 1630 человек (на 31 декабря 2010 года). Занимает площадь 18,48 км².
Коммуна подразделяется на 5 сельских округов.